# Đuôi chồn hình chuông
Đuôi chồn hình chuông hay hầu vĩ chuông (danh pháp hai phần: Uraria campanulata) là một loài thực vật có hoa trong họ Đậu. Loài này được (Benth.) Gagnep. miêu tả khoa học đầu tiên.